# Limia
Limia (zu spanisch limia „Sumpf“) ist eine Untergattung der Gattung Poecilia. Die Fische kommen auf den Großen Antillen (Kuba, Jamaika, Hispaniola, Grand Cayman) und in Venezuela vor. Diese Untergattung wurde zeitweise als eigenständige Gattung angesehen.

## Merkmale
Limia-Arten erreichen Längen zwischen 2,7 cm und 10 cm. Es sind mehr oder weniger gedrungene Fische von bräunlicher Färbung. Männchen sind farbenprächtiger und seitlich mehr abgeflacht, während Weibchen plumper sind. Wie alle Poeciliinae sind Limia-Arten lebendgebärend. Die Tragzeit beträgt für gewöhnlich etwa 4 Wochen. Die Jungfische sind im Alter von 4 bis 6 Monaten geschlechtsreif. Alle daraufhin untersuchten Limia-Arten sind im Aquarium kreuzbar. Die Hybriden sind allerdings unfruchtbar.

## Arten

Dreifarbiger Jamaikakärpfling (Poecilia melanogaster)

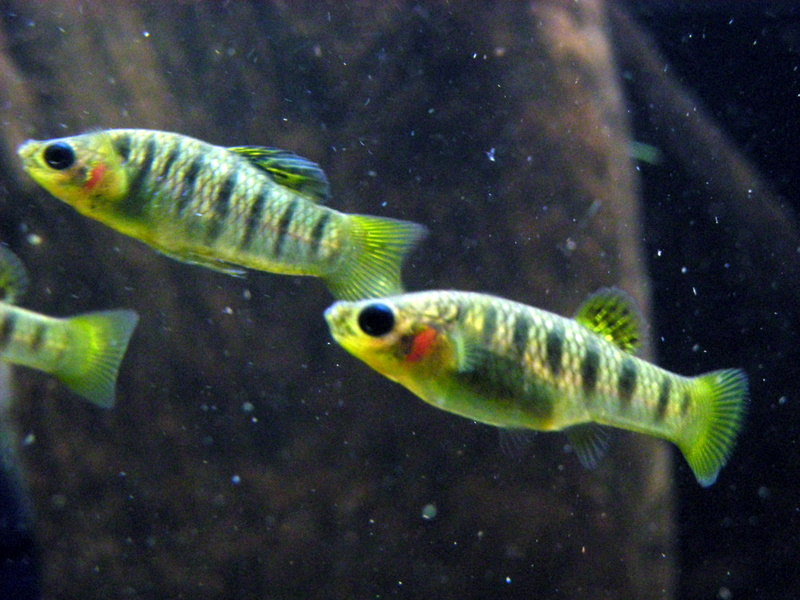
Schwarzbandkärpfling (Poecilia nigrofasciata)

Die Untergattung Limia umfasst folgende 22 Arten:
- Poecilia caymanensis (Rivas & Fink, 1970)
- Poecilia melanogaster Günther, 1866 (Dreifarbiger Jamaikakärpfling)

Synonyme: Poecilia caudofasciata (Regan, 1913); P. tricolor (Stoye, 1933)
- Poecilia versicolor (Günther, 1866)
- Poecilia vittata Guichenot, 1843

Synonyme: Poecilia cubensis (Poey, 1854); P. pavonina (Poey, 1876)
- Poecilia zonata (Nichols, 1915)

Synonym: Poecilia nicholsi (Myers, 1931)
- Poecilia pauciradiata-Komplex
  - Poecilia pauciradiata (Rivas, 1980)
  - Poecilia yaguajali (Rivas, 1980)
- Poecilia dominicensis-Komplex
  - Poecilia dominicensis Valenciennes, 1846
  - Poecilia melanonotata (Nichols & Myers, 1923)
  - Poecilia perugiae (Evermann & Clark, 1906) (Perugia-Kärpfling)
  - Poecilia rivasi (Franz & Burgess, 1983)
  - Poecilia sulphurophila (Rivas, 1980)
  - Poecilia tridens Hilgendorf, 1889
- Miragoâne-Artenschwarm
  - Poecilia fuscomaculata (Rivas, 1980)
  - Poecilia garnieri (Rivas, 1980)
  - Poecilia grossidens (Rivas, 1980)
  - Poecilia immaculata (Rivas, 1980)
  - Poecilia islai (Rodriguez-Silva & Weaver, 2020)[2]
  - Poecilia mandibularis (Rodriguez-Silva, Torres-Pineda & Josaphat, 2020)
  - Poecilia miragoanensis (Rivas, 1980)
  - Poecilia nigrofasciata (Regan, 1913) (Schwarzbandkärpfling)

Synonym: Poecilia arnoldi (Regan, 1913)
- Poecilia ornata (Regan, 1913)